# RB Leipzig in het seizoen 2018/19
Het seizoen 2018/2019 was het 10e jaar in het bestaan van de Duitse voetbalclub RB Leipzig. De ploeg kwam uit in de Bundesliga en eindigde op een derde plaats. In het toernooi om de DFB Pokal werd in de finale verloren van FC Bayern München. Na het behalen van de zesde plaats in het vorige seizoen nam de clubs deel aan de Europa League. De groepsfase werd besloten met een derde plaats wat in hield dat de club klaar in Europese competities.

## Wedstrijdstatistieken

### Bundesliga
|       | FC Augsburg | Bayer 04 Leverkusen | FC Bayern München | Borussia Dortmund | Borussia Mönchengladbach | Eintracht Frankfurt | Fortuna Düsseldorf | SC Freiburg | Hannover 96 | Hertha BSC | TSG 1899 Hoffenheim | 1. FSV Mainz 05 | 1. FC Nürnberg | FC Schalke 04 | VfB Stuttgart | Werder Bremen | VfL Wolfsburg |
| ----- | ----------- | ------------------- | ----------------- | ----------------- | ------------------------ | ------------------- | ------------------ | ----------- | ----------- | ---------- | ------------------- | --------------- | -------------- | ------------- | ------------- | ------------- | ------------- |
| Thuis | 0 – 0       | 3 – 0               | 0 – 0             | 0 – 1             | 2 – 0                    | 0 – 0               | 1 – 1              | 2 – 1       | 3 – 2       | 5 – 0      | 1 – 1               | 4 – 1           | 6 – 0          | 0 – 0         | 2 – 0         | 3 – 2         | 2 – 0         |
| Uit   | 0 – 0       | 2 – 4               | 1 – 0             | 4 – 1             | 1 – 2                    | 0 – 4               | 1 – 1              | 3 – 0       | 0 – 3       | 0 – 3      | 1 – 2               | 3 – 3           | 0 – 1          | 0 – 1         | 1 – 3         | 2 – 1         | 1 – 0         |

### DFB Pokal
| 1e ronde                           | FC Viktoria Köln         | 1 – 3 (1 – 0)               | RB Leipzig                                                        |  |
| Plaats: Keulen Sportpark Höhenberg | Timm Golley 39'          |                             | 60' Yussuf Poulsen 69' Emil Forsberg 90+3' Jean-Kévin Augustin    |  |
| 2e ronde                           | RB Leipzig               | 2 – 0 (0 – 0)               | TSG 1899 Hoffenheim                                               |  |
| Plaats: Leipzig Red Bull Arena     | Timo Werner 48', 56'     |                             |                                                                   |  |
| Laatste 16                         | RB Leipzig               | 1 – 0 (1 – 0)               | VfL Wolfsburg                                                     |  |
| Plaats: Leipzig Red Bull Arena     | Matheus Cunha 9'         |                             |                                                                   |  |
| Kwartfinale                        | FC Augsburg              | 1 – 2 (0 – 0) na verlenging | RB Leipzig                                                        |  |
| Plaats: Augsburg WWK ARENA         | Alfreð Finnbogason 90+4' |                             | 74' Timo Werner 120+1' Marcel Halstenberg                         |  |
| Halve finale                       | Hamburger SV             | 1 – 3 (1 – 1)               | RB Leipzig                                                        |  |
| Plaats: Hamburg Volksparkstadion   | Bakery Jatta 24'         |                             | 12' Yussuf Poulsen 53' (e.d.) Vasilije Janjičić 72' Emil Forsberg |  |
| Finale                             | RB Leipzig               | 0 – 3 (0 – 1)               | FC Bayern München                                                 |  |
| Plaats: Berlijn Olympiastadion     |                          |                             | 29', 85' Robert Lewandowski 78' Kingsley Coman                    |  |

### UEFA Europa League

#### Tweede kwalicatieronde
| Tweede kwalicatieronde          | RB Leipzig                                                          | 4 – 0 (2 – 0) | BK Häcken         |  |
| Plaats: Leipzig Red Bull Arena  | Bruma 35' Matheus Cunha 39' Kevin Kampl 50' Jean-Kévin Augustin 84' |               |                   |  |
| Tweede kwalicatieronde          | BK Häcken                                                           | 1 – 1 (0 – 0) | RB Leipzig        |  |
| Plaats: Göteborg Rambergsvallen | Daleho Irandust 85'                                                 |               | 47' Massimo Bruno |  |

#### Derde kwalicatieronde
| Derde kwalicatieronde                | RB Leipzig                                               | 3 – 1 (1 – 0) | CS Universitatea Craiova |  |
| Plaats: Leipzig Red Bull Arena       | Ibrahima Konaté 25' Matheus Cunha 77' Yussuf Poulsen 87' |               | Ivan Martić 90+3'        |  |
| Derde kwalicatieronde                | CS Universitatea Craiova                                 | 1 – 1 (0 – 1) | RB Leipzig               |  |
| Plaats: Craiova Ion Oblemencostadion | Raoul Baicu 85'                                          |               | Marcel Sabitzer 39'      |  |

#### Play-offronde
| Play-offronde                     | Zorja Loehansk                                                    | 0 – 0 (0 – 0) | RB Leipzig                            |  |
| Plaats: Loehansk Avanhard-stadion |                                                                   |               |                                       |  |
| Play-offronde                     | RB Leipzig                                                        | 3 – 2 (1 – 1) | Zorja Loehansk                        |  |
| Plaats: Leipzig Red Bull Arena    | Matheus Cunha 7' Jean-Kévin Augustin 69' Emil Forsberg 90' (pen.) |               | Rafael Ratão 35' Artem Hordiyenko 48' |  |

#### Groepsfase
| Groepsfase                         | RB Leipzig                             | 2 – 3 (0 – 2) | Red Bull Salzburg                                             |  |
| Plaats: Leipzig Red Bull Arena     | Konrad Laimer 70' Yussuf Poulsen 82'   |               | 20' Moanes Dabour 22' Amadou Haidara 89' Fredrik Gulbrandsen  |  |
| Groepsfase                         | Rosenborg BK                           | 1 – 3 (0 – 1) | RB Leipzig                                                    |  |
| Plaats: Trondheim Lerkendalstadion | Issam Jebali 79'                       |               | 12' Jean-Kévin Augustin 54' Ibrahima Konaté 61' Matheus Cunha |  |
| Groepsfase                         | RB Leipzig                             | 2 – 0 (2 – 0) | Celtic FC                                                     |  |
| Plaats: Leipzig Red Bull Arena     | Matheus Cunha 31' Bruma 35'            |               |                                                               |  |
| Groepsfase                         | Celtic FC                              | 2 – 1 (1 – 0) | RB Leipzig                                                    |  |
| Plaats: Glasgow Celtic Park        | Kieran Tierney 11' Odsonne Édouard 79' |               | 78' Jean-Kévin Augustin                                       |  |
| Groepsfase                         | Red Bull Salzburg                      | 1 – 0 (0 – 0) | RB Leipzig                                                    |  |
| Plaats: Salzburg Red Bull Arena    | Fredrik Gulbrandsen 74'                |               |                                                               |  |
| Groepsfase                         | RB Leipzig                             | 1 – 1 (0 – 0) | Rosenborg BK                                                  |  |
| Plaats: Leipzig Red Bull Arena     | Matheus Cunha 47'                      |               | 86' Tore Reginiussen                                          |  |

## Statistieken RB Leipzig 2018/2019

### Eindstand RB Leipzig in de Bundesliga 2018 / 2019
| Stand | Gespeeld | Gewonnen | Gelijk | Verloren | Punten | Doelpunten voor | Doelpunten tegen | Gele kaarten | Rode kaarten |
| ----- | -------- | -------- | ------ | -------- | ------ | --------------- | ---------------- | ------------ | ------------ |
| 3e    | 34       | 19       | 9      | 6        | 66     | 63              | 29               | 61           | 1            |

### Topscorers
| #      | Naam                | Goal |
| ------ | ------------------- | ---- |
| 1.     | Timo Werner         | 16   |
| 2.     | Yussuf Poulsen      | 15   |
| 3.     | Lukas Klostermann   | 5    |
| 4.     | Emil Forsberg       | 4    |
| 4.     | Willi Orban         | 4    |
| 4.     | Marcel Sabitzer     | 4    |
| 5.     | Jean-Kévin Augustin | 3    |
| 5.     | Marcel Halstenberg  | 3    |
| 6.     | Matheus Cunha       | 2    |
| 6.     | Kevin Kampl         | 2    |
| 7.     | Bruma               | 1    |
| 7.     | Amadou Haidara      | 1    |
| 7.     | Ibrahima Konaté     | 1    |
| 7.     | Konrad Laimer       | 1    |
| 7.     | Nordi Mukiele       | 1    |
| Totaal | Totaal              | 63   |

| #      | Naam                | Goal |
| ------ | ------------------- | ---- |
| 1.     | Timo Werner         | 3    |
| 2.     | Emil Forsberg       | 2    |
| 2.     | Yussuf Poulsen      | 2    |
| 3.     | Jean-Kévin Augustin | 1    |
| 3.     | Matheus Cunha       | 1    |
| 3.     | Marcel Halstenberg  | 1    |
| Totaal | Totaal              | 10   |

| #      | Naam                | Goal |
| ------ | ------------------- | ---- |
| 1.     | Matheus Cunha       | 6    |
| 2.     | Jean-Kévin Augustin | 4    |
| 3.     | Bruma               | 2    |
| 3.     | Ibrahima Konaté     | 2    |
| 3.     | Yussuf Poulsen      | 2    |
| 4.     | Massimo Bruno       | 1    |
| 4.     | Emil Forsberg       | 1    |
| 4.     | Kevin Kampl         | 1    |
| 4.     | Konrad Laimer       | 1    |
| 4.     | Marcel Sabitzer     | 1    |
| 4.     | Timo Werner         | 1    |
| Totaal | Totaal              | 22   |

### Kaarten
| #      | Naam               | Kreeg geel |
| ------ | ------------------ | ---------- |
| 1.     | Marcel Sabitzer    | 9          |
| 2.     | Ibrahima Konaté    | 7          |
| 2.     | Konrad Laimer      | 7          |
| 3.     | Stefan Ilsanker    | 5          |
| 3.     | Kevin Kampl        | 5          |
| 3.     | Willi Orban        | 5          |
| 3.     | Dayot Upamecano    | 5          |
| 4.     | Diego Demme        | 4          |
| 5.     | Nordi Mukiele      | 3          |
| 6.     | Marcel Halstenberg | 2          |
| 6.     | Yussuf Poulsen     | 2          |
| 6.     | Marcelo Saracchi   | 2          |
| 7.     | Bruma              | 1          |
| 7.     | Matheus Cunha      | 1          |
| 7.     | Amadou Haidara     | 1          |
| 7.     | Lukas Klostermann  | 1          |
| 7.     | Timo Werner        | 1          |
| Totaal | Totaal             | 61         |

| #      | Naam        | Kreeg voor de tweede keer geel en dus rood |
| ------ | ----------- | ------------------------------------------ |
| –      | Geen speler | –                                          |
| Totaal | Totaal      | 0                                          |

| #      | Naam            | Weggestuurd |
| ------ | --------------- | ----------- |
| 1.     | Stefan Ilsanker | 1           |
| Totaal | Totaal          | 1           |